# Avi Mograbi

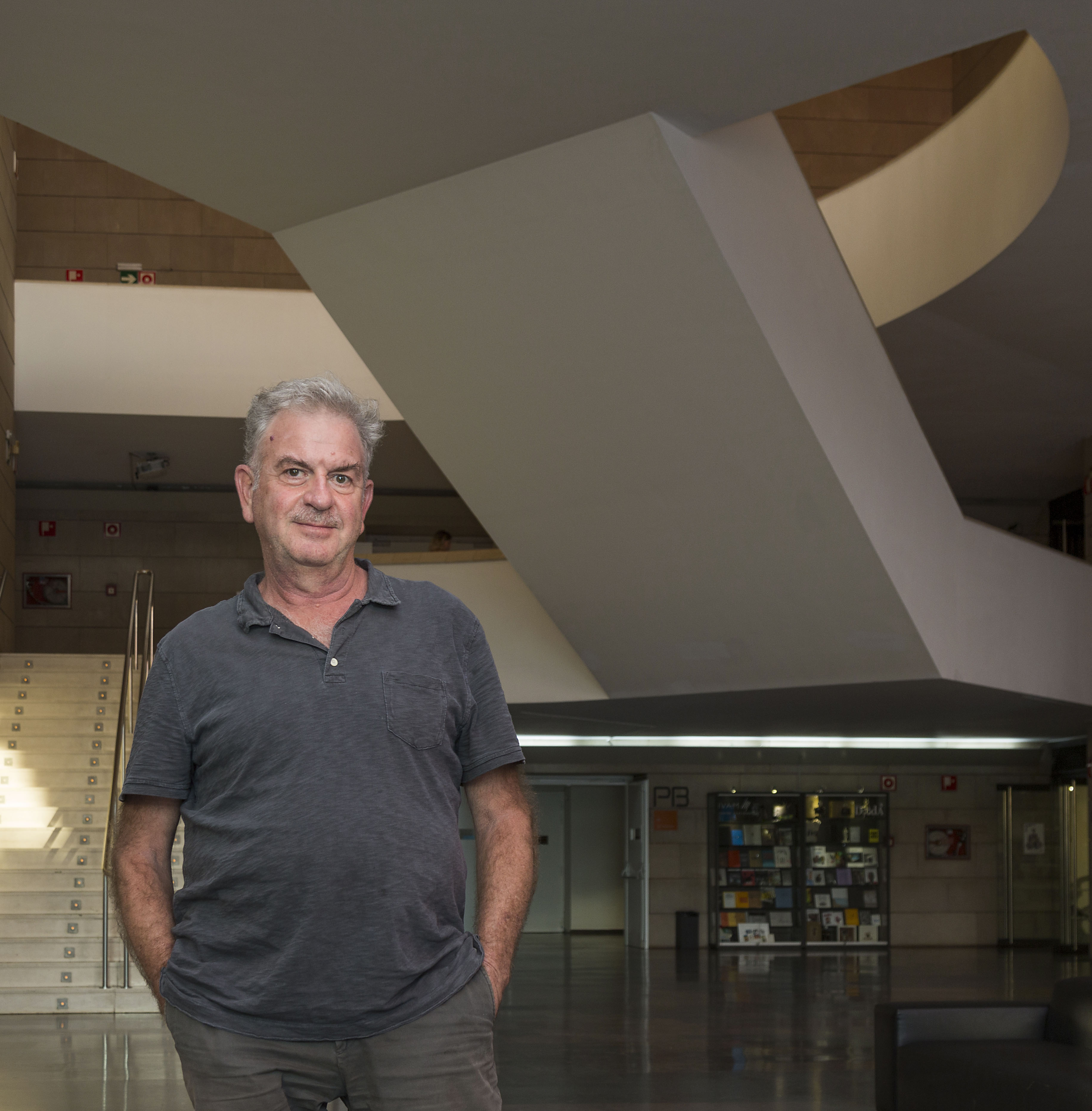
Avi Mograbi (2017)

Avi Mograbi (* 1956 in Tel Aviv, hebräisch אבי מוגרבי) ist ein israelischer Dokumentarfilmer. Seine Filme sind oft experimentell in der Form und setzen sich kritisch mit Israels Politik gegenüber den Palästinensern auseinander.

## Leben
Mograbi studierte von 1979 bis 1982 Philosophie an der Universität Tel Aviv sowie Kunst an der Ramat Hasharon Art School. Nach dem Studium arbeitete er als Regie- und Produktionsassistent, bevor er 1989 seinen ersten eigenen Film inszenierte.
Sein Film Avenge But One of My Two Eyes hatte seine Premiere bei den Internationalen Filmfestspielen von Cannes 2005.
2009 erhielt Mograbi den mit 5.000 Euro dotierten Konrad-Wolf-Preis der Berliner Akademie der Künste, die ihn als „engagierten Zeitzeugen der Konflikte im Nahen Osten“ würdigte.

## Filmografie (Auswahl)
- 1989: Deportation (Kurzfilm)
- 1994: The Reconstruction
- 1997: How I Learned to Overcome My Fear and Love Arik Sharon
- 1999: Happy Birthday, Mr. Mograbi
- 2002: August: A Moment Before the Eruption
- 2002: Wait it’s the soldiers, I have to hang up now (Kurzfilm)
- 2004: Detail (Kurzfilm)
- 2005: Avenge But One of My Two Eyes
- 2008: Z32
- 2012: Once I Entered a Garden
- 2016: Between Fences (Bein gderot)
- 2021: The First 54 Years – An Abbreviated Manual for Military Occupation